# Grupo Belarmino
Grupo Belarmino, também conhecido como Grupo BAMCAF, é um conglomerado brasileiro de empresas que atua no ramo de transportes, turismo e serviços.
O grupo atua basicamente no estado de São Paulo, principalmente na região metropolitana de Campinas onde é líder, emprega mais de 20.000 pessoas e é o segundo maior grupo de transporte do estado de São Paulo e quarto a nível nacional.

## História
Foi fundado pelo empresário português e posteriormente radicado no Brasil Belarmino de Ascenção Marta. em 1961 e sua primeira empresa foi a Auto Viação Brasil Luxo, começou com apenas 14 ônibus em toda sua frota, atualmente o grupo tem mais de 4.000 ônibus e a sede do grupo fica na cidade de Campinas em São Paulo.
Em 1978 comprou a Rápido Luxo Campinas, tradicional empresa de ônibus da cidade de Campinas
Em dezembro de 2003 adquiriu a Viação Transguarulhense no município de Guarulhos, na época da aquisição a empresa era a maior da cidade de Guarulhos e o grupo expandiu suas operações na cidade onde já detinha a bastante tempo a Viação Atual que opera no segmento rodoviário e fretamento, em setembro de 2010 a Transguarulhense mudou seu nome para Viação Campo dos Ouros devido a implantação de um novo sistema de transportes na cidade na época.
Em agosto de 2010 comprou a tradicional Viação Caprioli e expandiu s sua atuação para o transporte rodoviário de passageiros, em novembro de 2013 as linhas que a Caprioli fazia de Campinas com direção aos aeroportos de Viracopos, Congonhas e Cumbica foram repassadas para a LiraBus, empresa pertencente ao mesmo grupo.
Em dezembro de 2010 adquiriu a Auto Viação Ouro Verde da cidade de Americana no interior do estado de São Paulo. Em 2011, Belarmino Marta Junior foi preso por esquema de fraudes em licitações públicas.
Em 2011, Belarmino foi preso e acusado pelo MP por formação de cartel e fraudes em licitações na cidade de Campinas.
No mês de setembro de 2016 o grupo fechou a compra da Viação Indaiatubana da cidade de Indaiatuba, com a aquisição o grupo irá fazer investimentos de até 6 milhões de reais para a compra de novos ônibus e renovar a frota da empresa que opera 26 linhas, 62 ônibus com uma idade média de 5,3 anos, acima da idade permitida na cidade que é de no máximo 5 anos.
Em outubro de 2016, Belarmino foi vítima de sequestro e foi libertado após 31 dias de cativeiro.. No mesmo ano foi descoberto o mandante do crime e o mesmo foi preso e assassinado na prisão posteriormente de forma misteriosa, dias após de ter assinado uma delação premiada.